# Kristian Zahrtmann
Peder Henrik Christian Zahrtmann, noto come Kristian Zahrtmann (Rønne, 31 marzo 1843 – Frederiksberg, 22 giugno 1917), è stato un pittore danese.
Educato all'Accademia di Belle Arti di Copenaghen (1864–1868), si distaccò ben presto dalle restrizioni dell'arte accademica tradizionale in favore del naturalismo e del realismo. Zahrtmann, infatti, fu uno dei promotori della Scuola di Studi per Artisti, fondata nel 1882, e dal 1885 divenne egli stesso insegnante. Qui il suo insegnamento divenne così importante che la scuola fu ribattezzata "Scuola di Zahrtmann". Influenzò a lungo termine lo sviluppo dell'arte danese, per il suo uso pionieristico del colore e per il suo sostenere lo stile individuale tra i suoi studenti.
Dal 1890 al 1911, trascorse ogni estate nel paese italiano di Civita d'Antino in Abruzzo, conosciuto nel 1883, che egli considerò come una seconda casa e dove fondò la scuola estiva dei pittori danesi.
Era conosciuto specialmente per i suoi dipinti a carattere storico, e specialmente per quelli raffiguranti donne forti, tragiche e leggendarie della storia danese.
Produsse anche opere di altri generi, come paesaggi, scene di strada, scene popolari e ritratti.

## Biografia

### Infanzia e formazione artistica
Zahrtmann nacque a Rønne, sull'isola di Bornholm, in Danimarca, il maggiore dei nove figli (sette maschi e due femmine) del medico Carl Vilhelm Zahrtmann e della moglie Laura Pauline. Dopo essersi diplomato alla Scuola Reale di Rønne a diciassette anni, venne inviato all'Accademia di Sorø, dove studiò pittura con il pittore paesaggista Johannes Georg Smith Harder (noto anche come Hans Harder). Fu spesso ospite a casa del direttore dell'Accademia, il poeta Bernhard Severin Ingemann e sua moglie, dove ebbe la possibilità di socializzare con gli insegnanti della scuola e altri ospiti, come Hans Christian Andersen. Si laureò nel 1862.

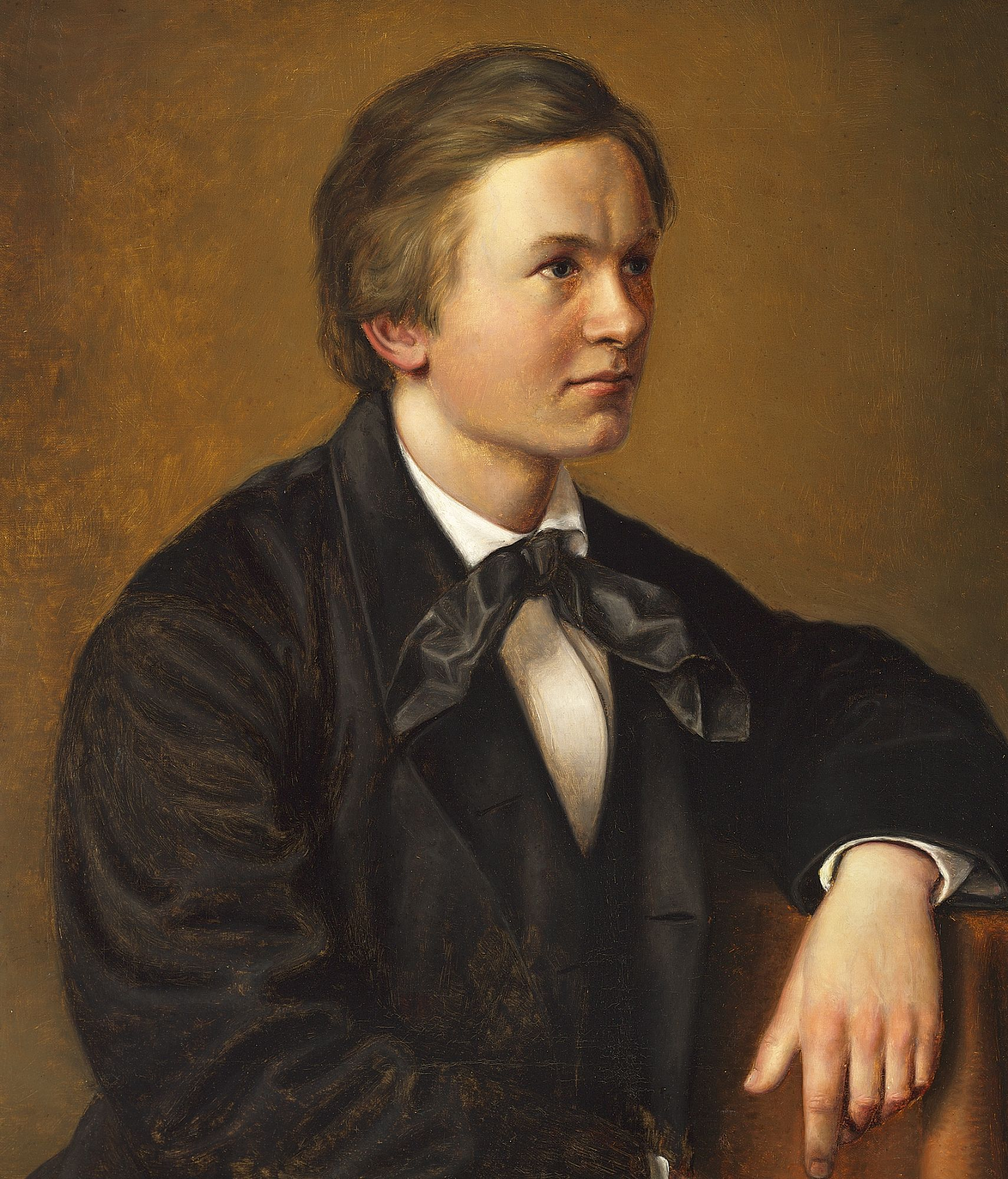
Ritratto di Kristian Zahrtmann, opera di Wenzel Tornøe, 1863 (qui il pittore è ritratto a 20 anni)

Dopo la laurea arrivò a Copenaghen, dove durante l'inverno 1863-1864 studiò disegno all'Istituto Tecnico sotto la direzione di Christian Hetsch e dell'architetto Ferdinand Vilhelm Jensen. Nello stesso periodo ebbe istruzioni private dal pittore Wenzel Ulrich Tornøe. Iniziò quindi i suoi studi nel 1864 alla Accademia di Belle Arti (Det Kongelige Danske Kunstakademi) di Copenaghen, dove studiò sotto Johan Adolph Kittendorff, Wilhelm Marstrand, Jørgen Roed, Niels Simonsen e Frederik Vermehren. Tra i compagni di studi si ricordano August Jerndorff, Peder Severin Krøyer e Rasmus Frederik Hendriksen.

### Inizio della carriera artistica
Nel 1868 ottiene la laurea all'Accademia e nel 1869 espose per la prima volta a Palazzo Charlottenborg con il dipinto "En Konfirmandinde paa Bornholm". Successivamente espose regolarmente a Charlottenborg fino al 1891, poi sporadicamente.
Divenne amico del pittore Otto Haslund e di Pietro Købke Krohn, con i quali condivise studi e idee.

### Leonora Cristina

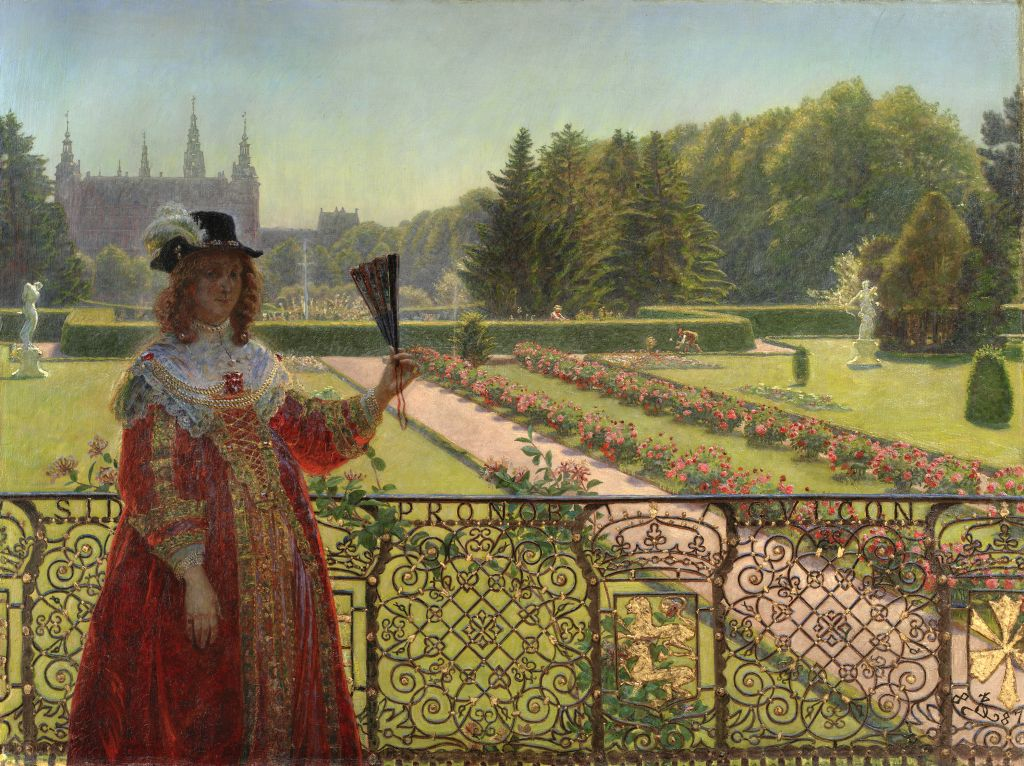
Leonora Christina i Frederiksborg slotshave (Leonora Cristina nel giardino del Castello di Frederiksborg), 1887 (Collezione Hirschsprung, Copenaghen, Danimarca)

Zahrtmann s'interessò molto alla storia dell'eroica contessa Leonora Cristina (1621–1698), figlia del re Cristiano IV di Danimarca, già prima della pubblicazione postuma del 1869 della sua narrativa autobiografica del 1674 "Jammers Minde", che il pittore ricevette come regalo di compleanno dagli amici Haslund e Krohn.
La contessa Leonora Cristina, nata dal matrimonio morganatico del padre con la dama Kirsten Munk, cadde in disgrazia a causa dell'alto tradimento di suo marito, il conte Corfits Ulfeldt. Fu quindi imprigionata per 22 anni nella Torre Blu (Blåtårn) del Castello di Copenaghen, e trascorse i suoi ultimi anni nella solitudine del Chiostro di Maribo.

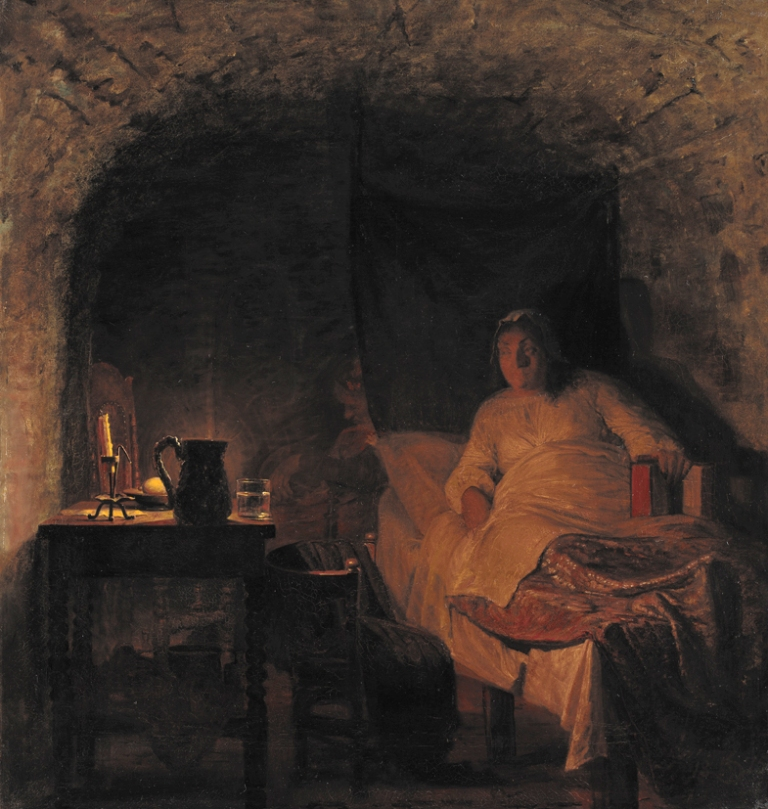
Leonora Christina i Fængselet (Leonora Cristina in prigione), 1875 (Collezione Hirschsprung, Copenaghen, Danimarca)

Durante la sua carriera, la storia della contessa venne commemorata da Zahrtmann in una serie di 18 grandi dipinti. Il primo di questi dipinti, "Slotsfogden skjæmter med Kvinderne i den nylig fængslede Kongedatters Kammer paa Blaataarn" (Il custode del castello scherza con le donne nella camera della figlia del re nella Torre Blu), fu reso pubblico nel 1871 e gli valse il Premio Neuhausen (Neuhausenske Præmie) e venne seguito da una serie di altri dipinti sullo stesso tema. Questi dipinti lo hanno consacrato come uno dei principali artisti del suo tempo.

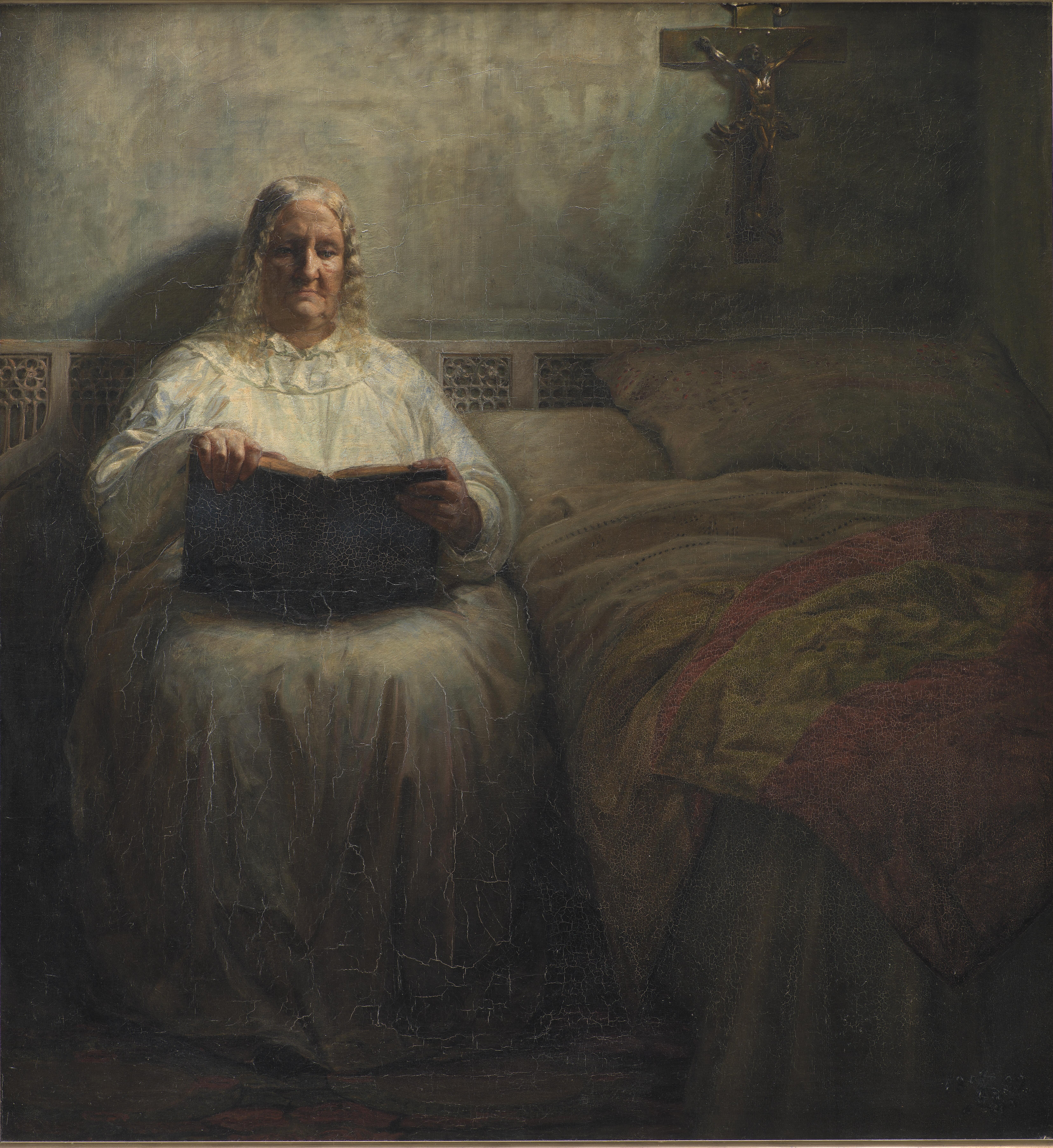
Leonora Christina paa Maribo Kloster (Leonora Cristina al chiostro di Maribo), 1882 (Statens Museum for Kunst, Copenaghen, Danimarca)

Altri dipinti della serie includono: "Leonora Christina forlader Fængselet" (Leonora Cristina lascia la prigione, 1873); "Leonora Christina i Fængselet" (Leonora Cristina in prigione, 1875); "Corfits Ulfeldt og Leonora Christina" (Corfitz Ulfeldt e Leonora Cristina); "Dronning Sophie Amalies Død" (Morte della regina Sofia Amelia, 1882); "Leonora Christina paa Maribo Kloster" (Leonora Cristina al chiostro di Maribo, 1882); e tre versioni di "Leonora Christina undersøges af Sophie Amalies Tjenerinder" (Leonora Cristina non vestita e ricercata dalle cameriere di Sofia Amelia, rispettivamente del 1886, 1888, 1894).

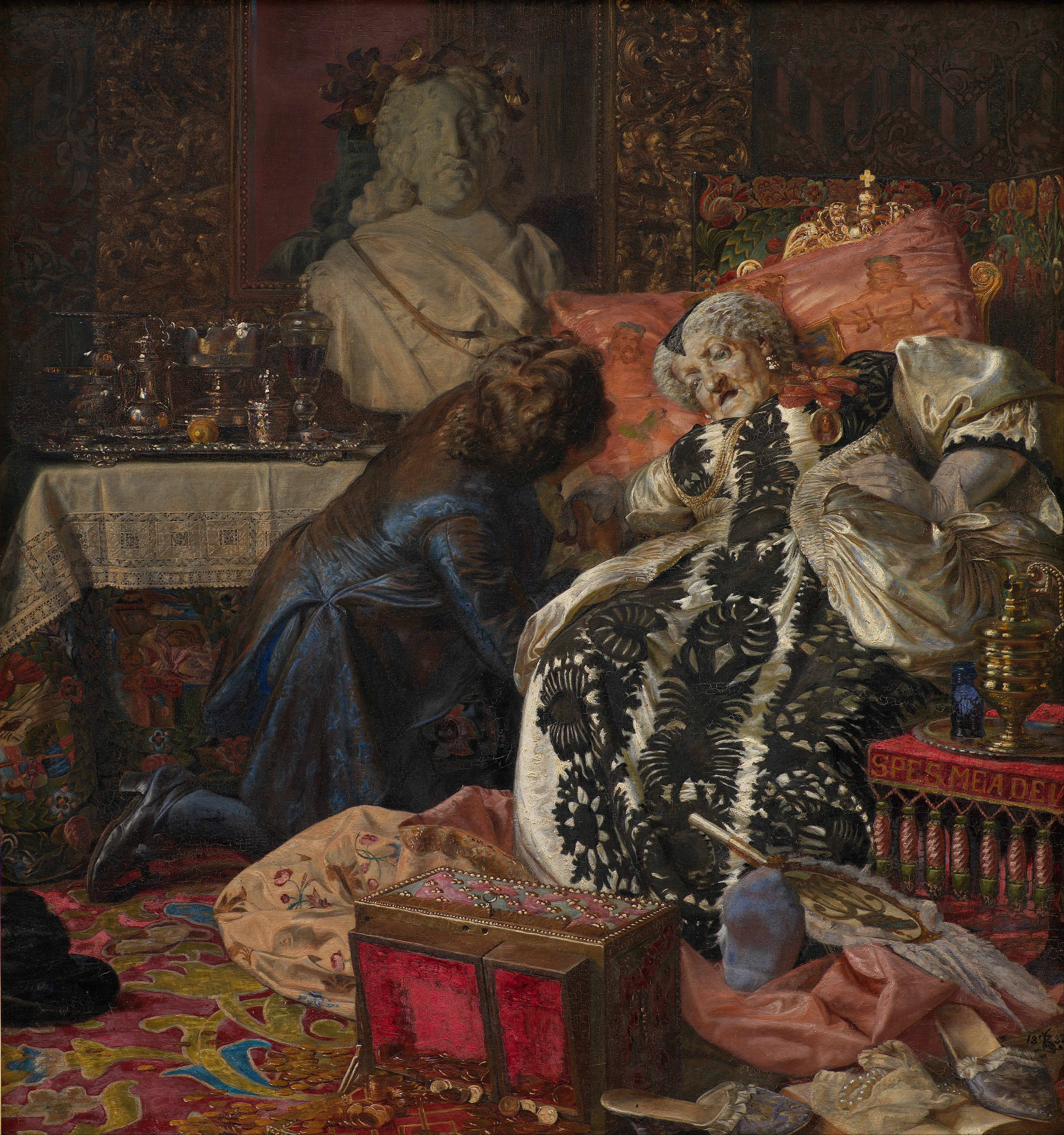
Dronning Sophie Amalies Død (Morte della regina Sofia Amelia), 1882 (Statens Museum for Kunst, Copenaghen, Danimarca)

Zahrtmann nello stesso periodo esplorò altri motivi, sebbene Leonora Cristina fu un'ossessione che lo seguì per tutta la vita.

### L'Italia e Civita d'Antino
Sulla scia del Grand Tour, così come altri prima di lui, Zahrtmann intraprese un viaggio per l'Italia dal 1875 al 1878, risiedendo a Roma, Siena, Amalfi e Saracinesco. Ritornò poi in Italia varie volte, incluso il periodo dal 1882 al 1884 con alcuni amici. Il pittore era affascinato dalla vita di tutti i giorni, dal forte sole italiano, dai colori vivaci e dallo splendore dei riti della Chiesa cattolica.

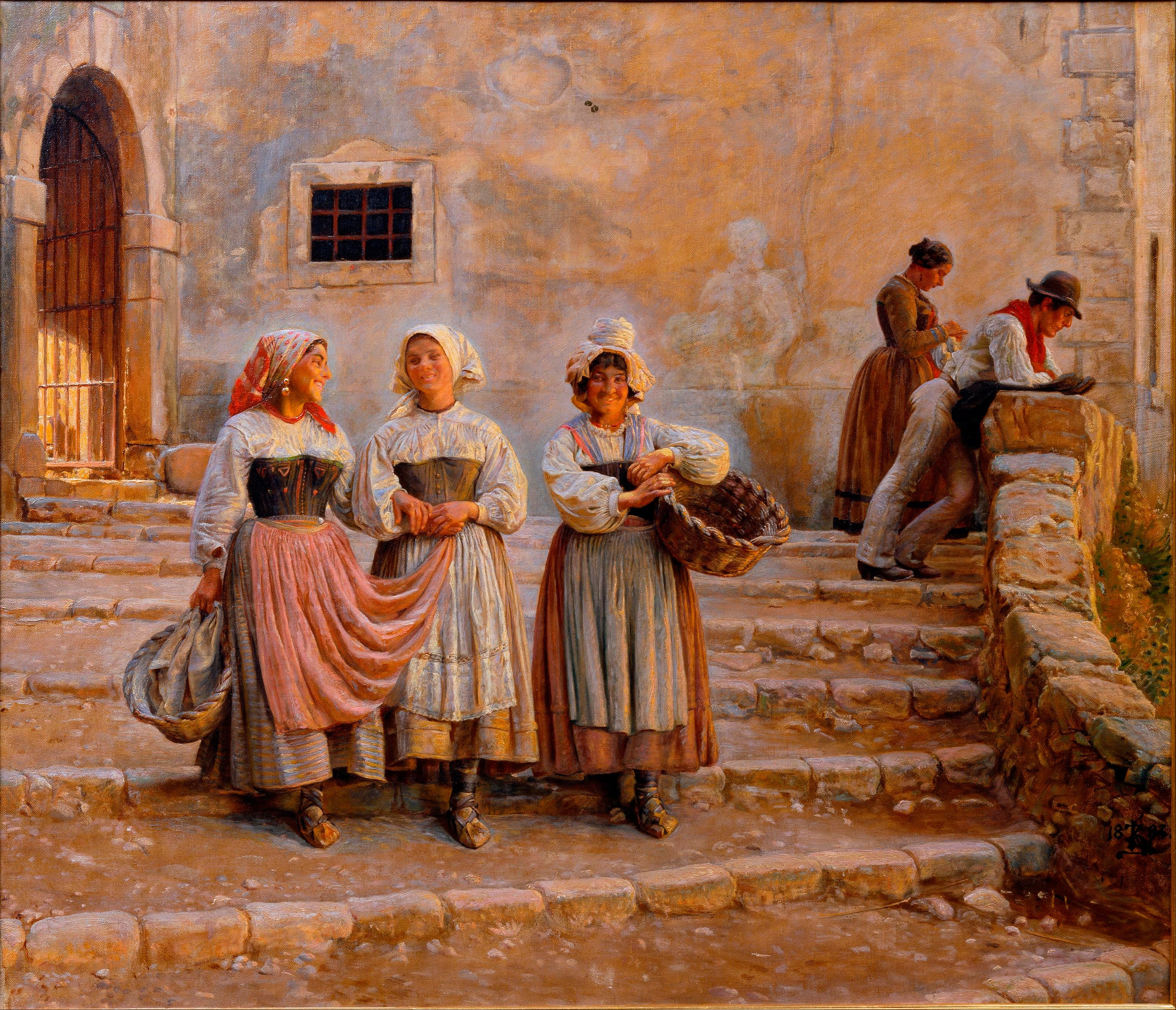
Piger som bærer kalk (Fanciulle di Civita d'Antino che trasportano la calce), 1883 (Collezione Hirschsprung, Copenaghen, Danimarca)

Nel 1883 visitò per la prima volta Civita d'Antino, un piccolo paese dell'entroterra abruzzese che egli arriverà a considerare la sua seconda casa. Dal 1890 al 1911, infatti, trascorse ogni estate nel piccolo villaggio montano, vivendo ospitato dalla famiglia Cerroni e riunendo amici e studenti. Nel 1902 ricevette la cittadinanza onoraria di Civita d'Antino.
Nel comune di Civita d'Antino gli sono stati dedicati il Piazzale Kristian Zahrtmann, una statua e, rispettivamente nel 1932 e nel 1959, due targhe commemorative alla casa della famiglia Cerroni.
Oltre all'Italia, il pittore fece anche viaggi in Grecia, così come in Francia e in Portogallo.

### Ultimi anni

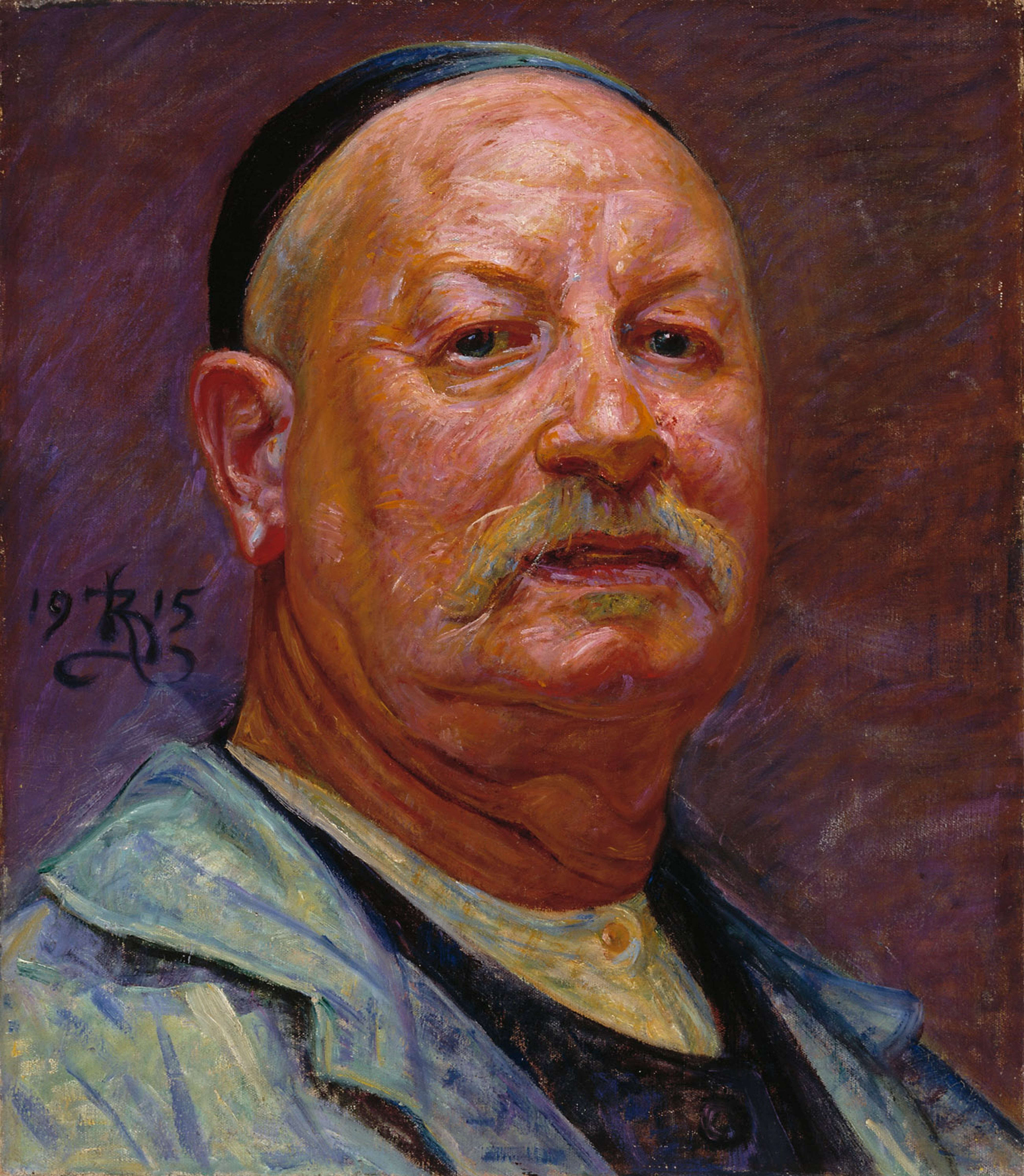
Autoritratto, 1915 (Galleria Nazionale Finlandese, Helsinki, Finlandia)

Negli ultimi anni il pittore realizzò vari ritratti (tra cui alcuni dei genitori), vari autoritratti e vari dipinti di nudi maschili.
Nel 1912, Zahrtmann acquistò un terreno nel quartiere Fuglebakken di Frederiksberg in Danimarca e vi costruì una casa, progettata da Hans Koch e Zahrtmann stesso. Chiamò il nuovo edificio "Casa d'Antino" e vi ci trasferì nel 1913.

### Morte
Nel giugno del 1917, Zahrtmann fu ricoverato in ospedale per appendicite. Dopo un apparente miglioramento, le sue condizioni peggiorarono e lo portarono alla morte il 22 giugno. Fu sepolto nel Cimitero Vestre (Vestre Kirkegård, letteralmente "Cimitero Occidentale") di Copenaghen.

## Scuola

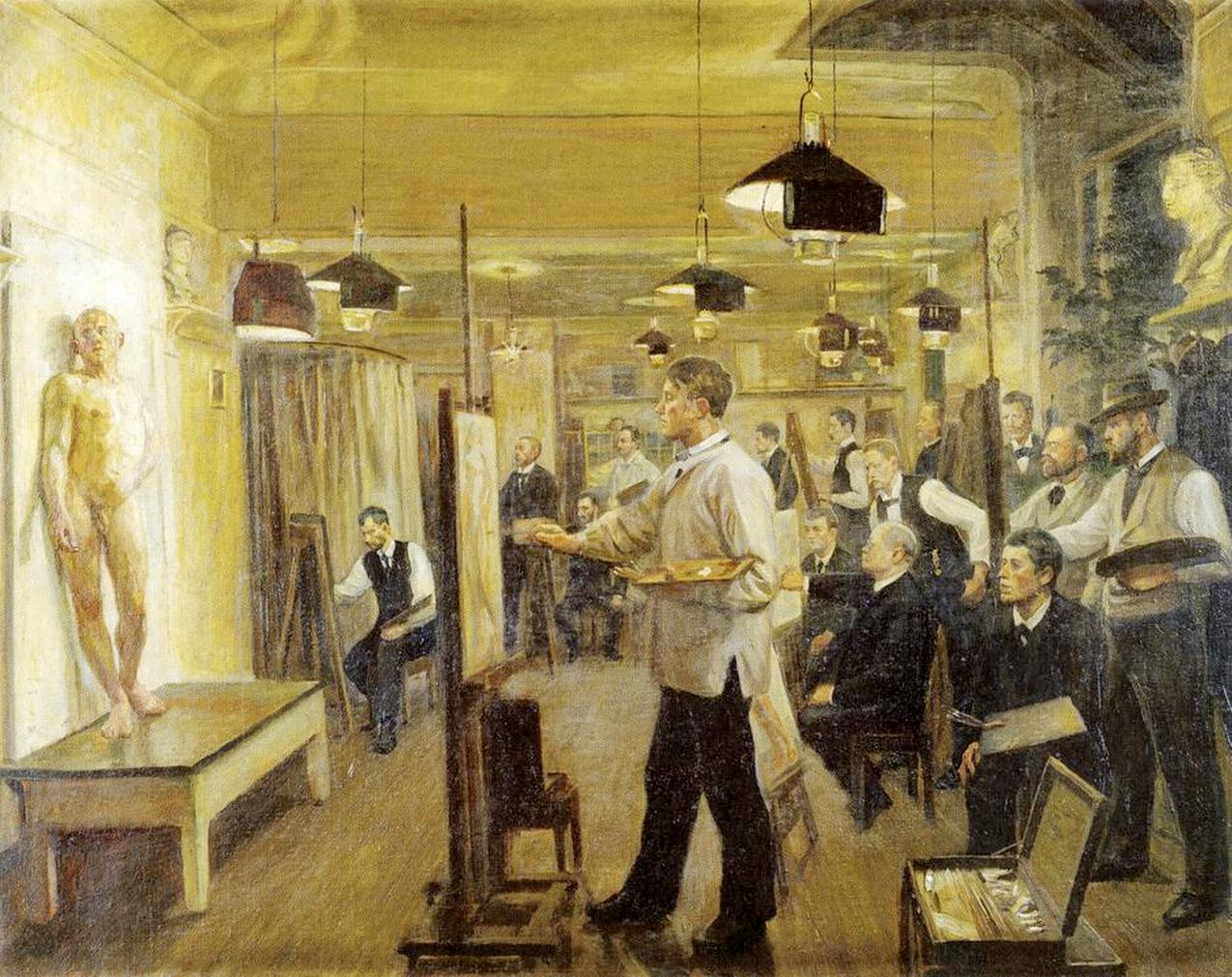
"Zahrtmanns malerskole" (La scuola di pittura di Zahrtmann), opera di Poul S. Christiansen, 1899 (ARoS Aarhus Kunstmuseum, Aarhus, Danimarca)

Nel 1882 venne fondata la Scuola di Studi per Artisti (Kunstnernes Frie Studieskoler) come protesta contro le politiche dell'Accademia dell'Arte e come alternativa al suo programma educativo. Fu guidata da Laurits Tuxen e Peder Severin Krøyer fu assunto come uno dei suoi insegnanti. Zahrtmann divenne professore nel 1885 e insegnò nella scuola fino al 1908. Nel 1893 divenne il capo della sua classe preparatoria, che sotto di lui si trasformò in un dipartimento indipendente. Aveva circa 200 studenti provenienti dai vari Paesi della Scandinavia. A causa della sua importanza come insegnante, la scuola veniva spesso definita semplicemente "Scuola di Zahrtmann". Alcuni dei suoi studenti includevano gli artisti Peter Hansen, Fritz Syberg, Poul S. Christiansen, Johannes Larsen, Johannes Wilhelm, Oluf Hartmann, Karl Isakson, Edvard Weie, Harald Giersing e Olaf Rude.
Zahrtmann, inoltre, aiutò a creare la "Mostra Libera" (Den Frie Udstilling), uno spazio espositivo alternativo, aperto nel 1891.

## Sessualità

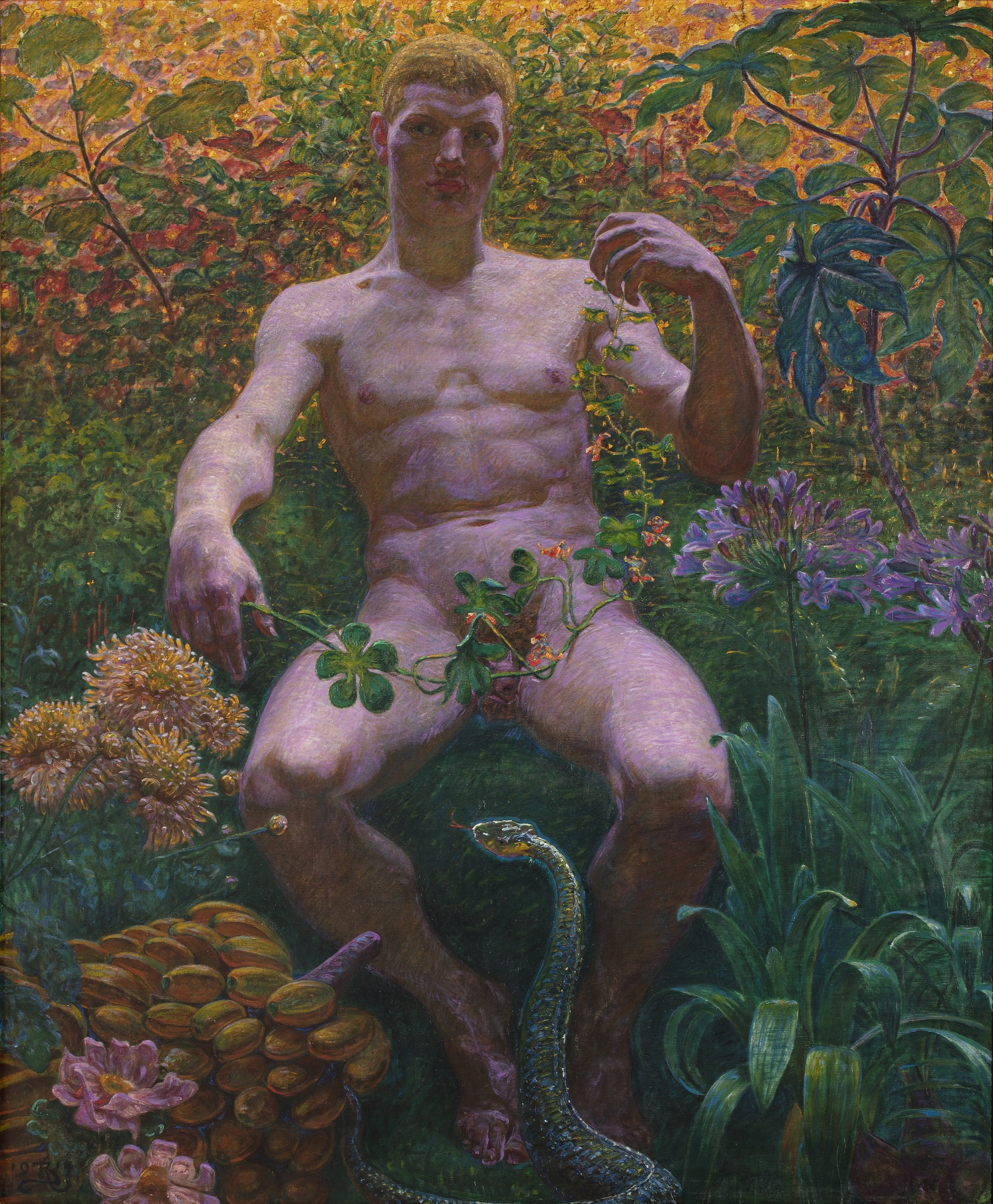
"Adam i Paradis" (Adamo in Paradiso), 1914 (Collezione privata)

Di Zahrtmann non si conoscono relazioni e non si sposò mai, per questo si sono alimentate speculazioni sulla sua presunta omosessualità.
Negli ultimi anni Zahrtmann realizzò numerosi dipinti con soggetto nudi maschili, tra cui "Prometheus og ørnen" (Prometeo e l'aquila, 1906), "Sokrates og Alkibiades" (Socrate e Alcibiade, 1907-1911) e "Adam i Paradis" (Adamo in Paradiso, in due versioni, 1914). In un'epoca che fu ancora scossa dal Grande Dibattito Scandinavo sulla Moralità Sessuale, queste opere furono immediatamente classificate come scandalose violazioni della decenza pubblica. I musei rifiutarono di acquistare queste opere omoerotiche, per questo la maggior parte sono ancora in mani private.

## Galleria d'immagini

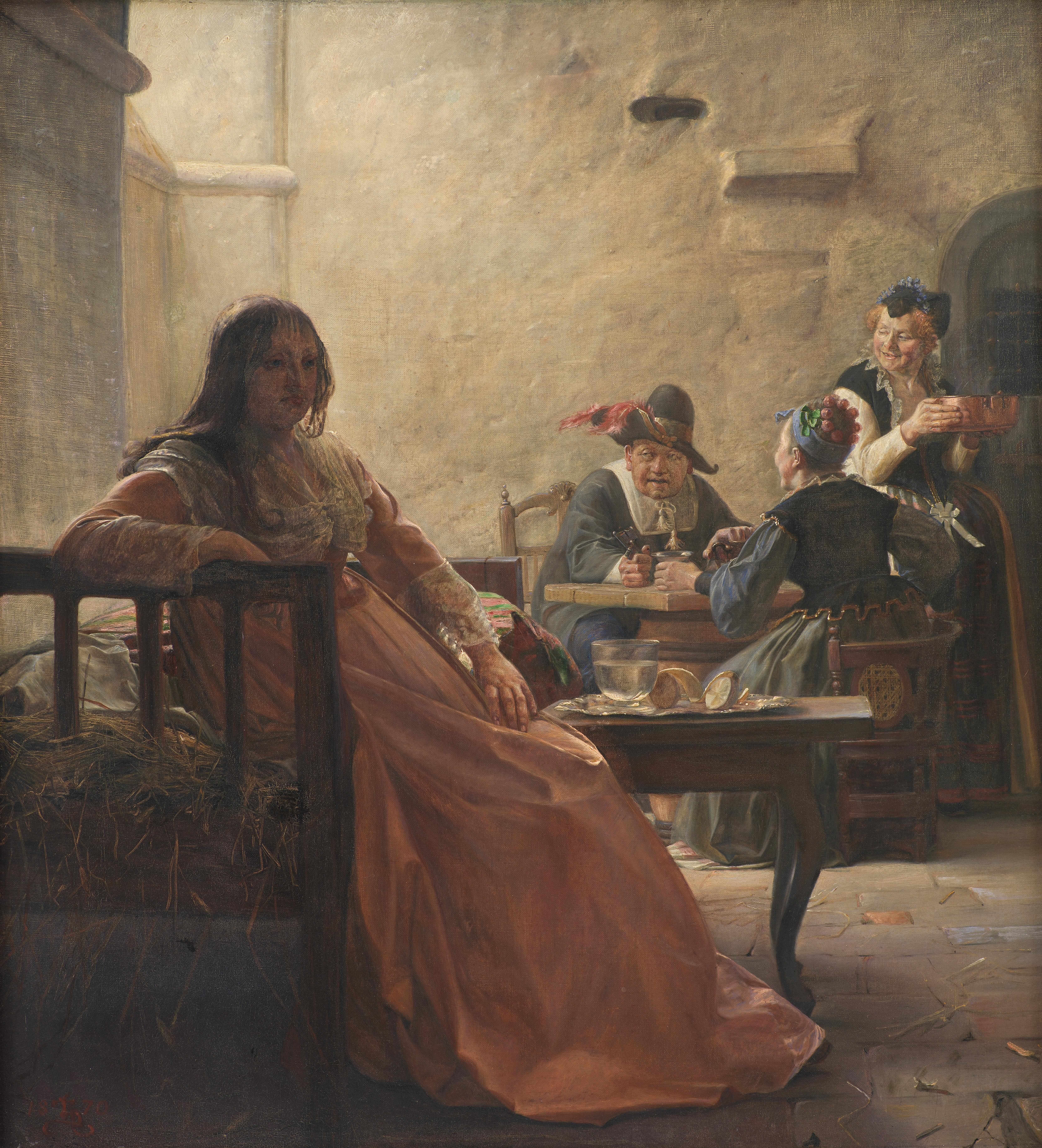
Il custode del castello scherza con le donne nella camera della figlia del re nella Torre Blu, 1870
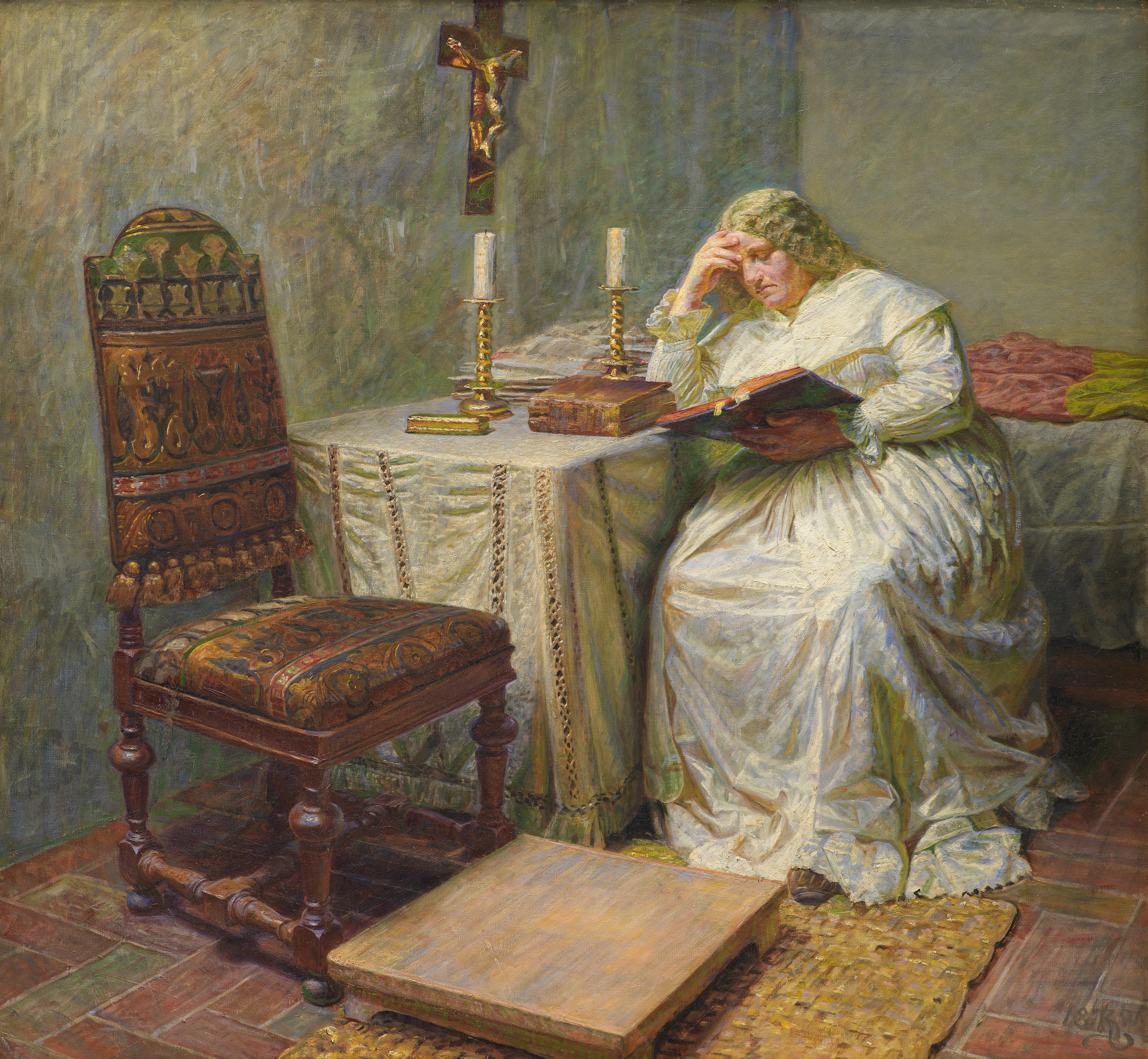
Leonora Cristina nella Torre Blu, 1891
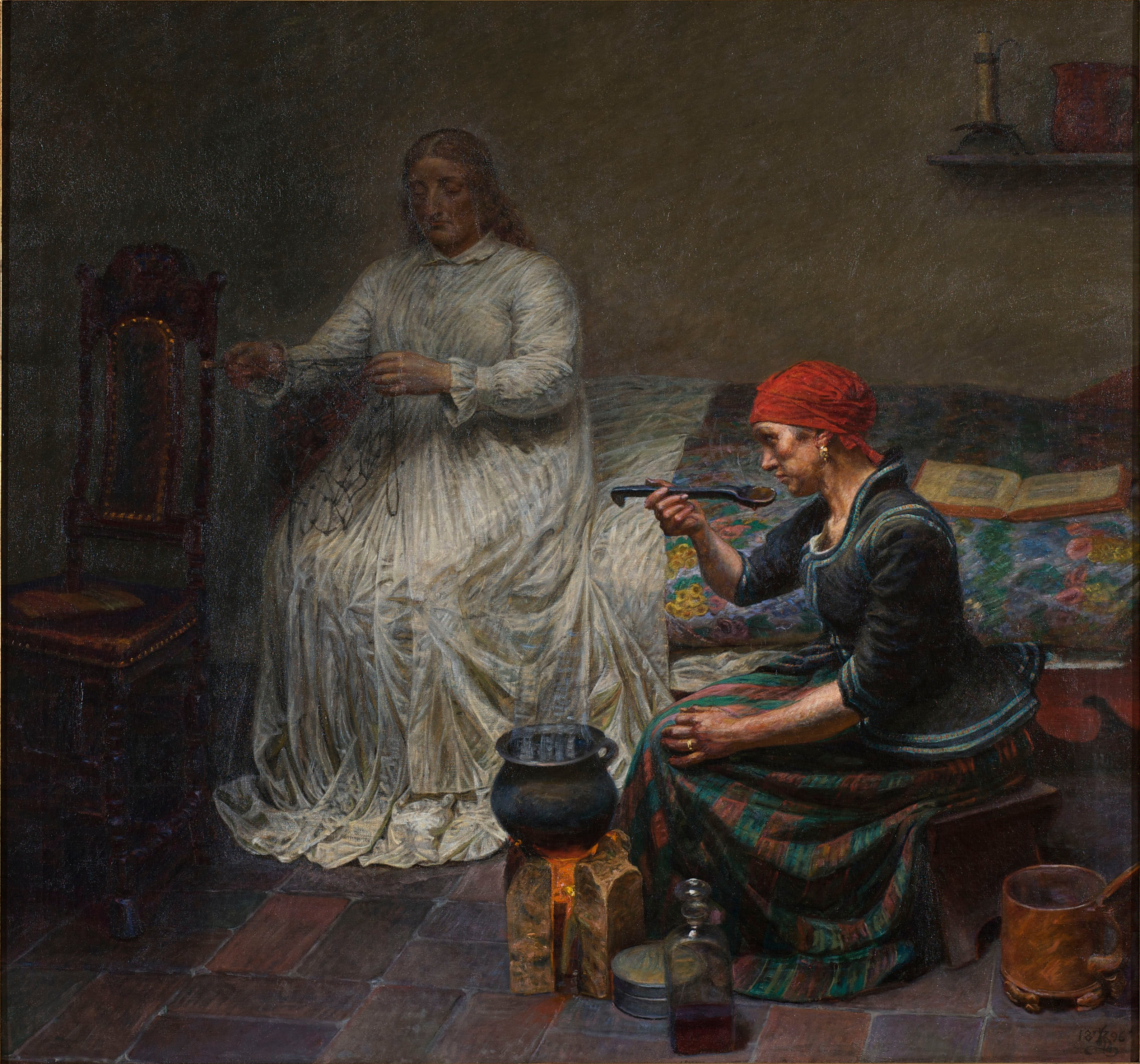
Leonora Cristina nella Torre Blu e una donna che cucina zuppa, 1896
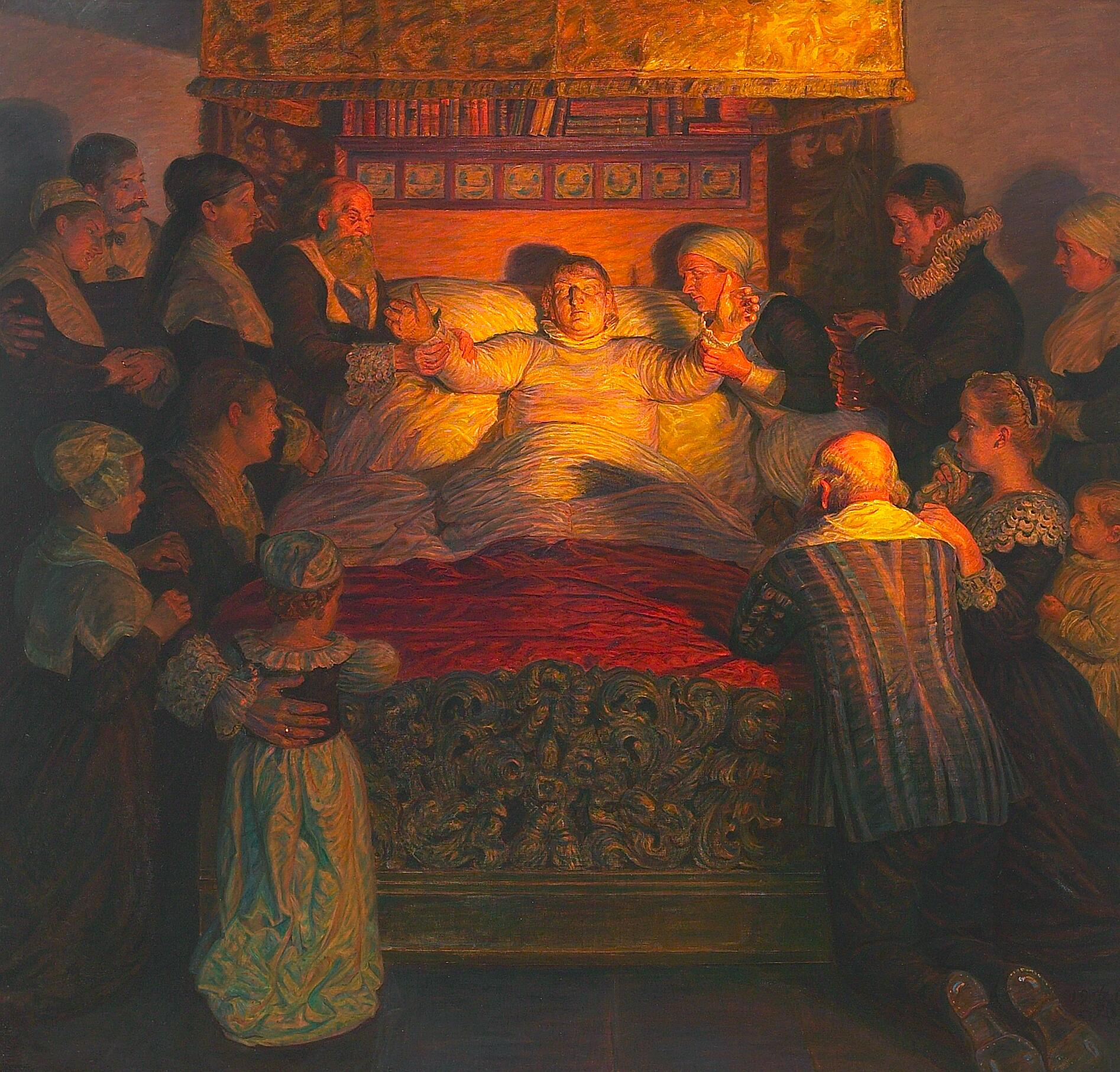
Morte di Leonora Cristina, 1901
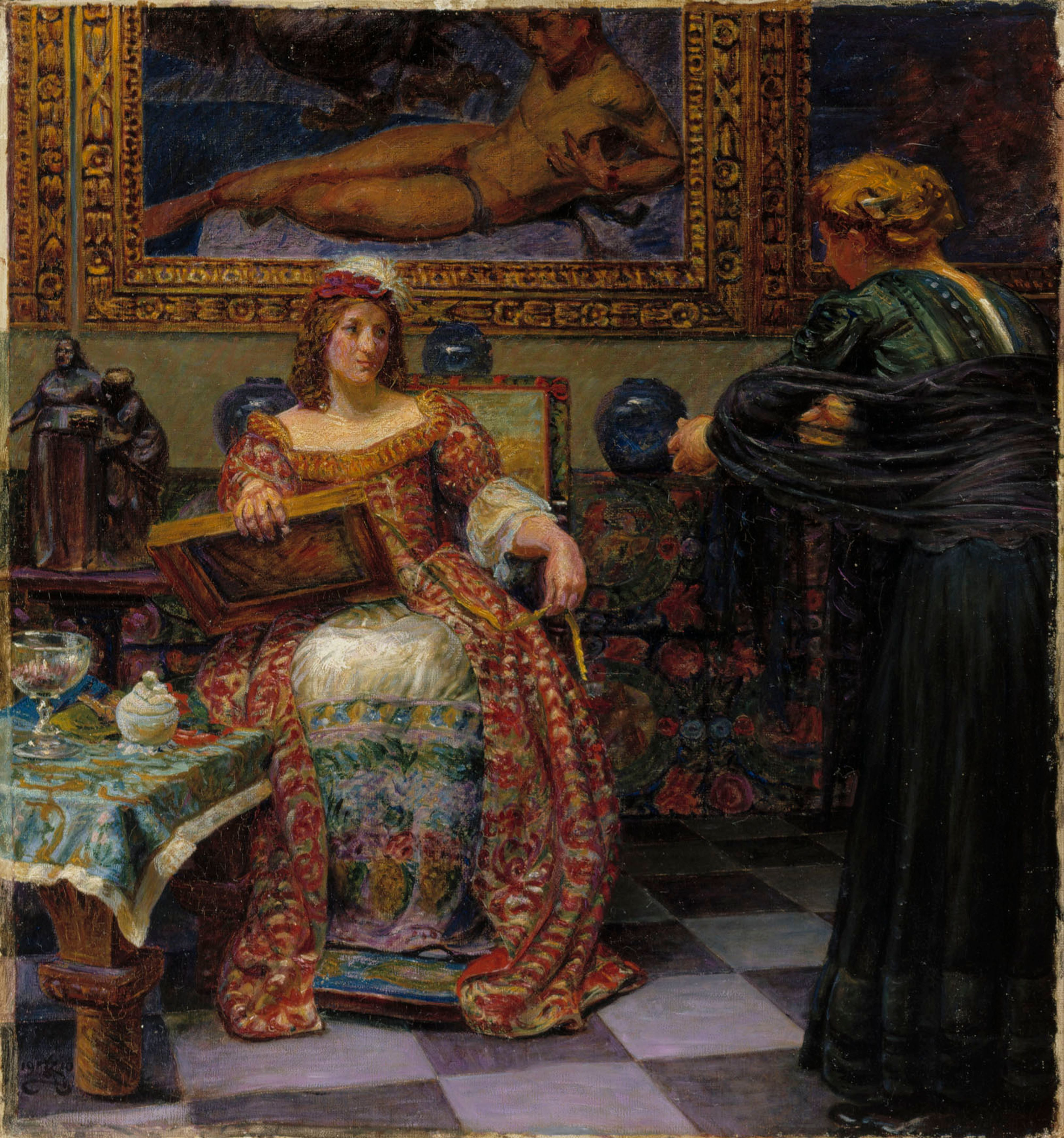
Leonora Cristina e Dina Vijnhofvers, 1910
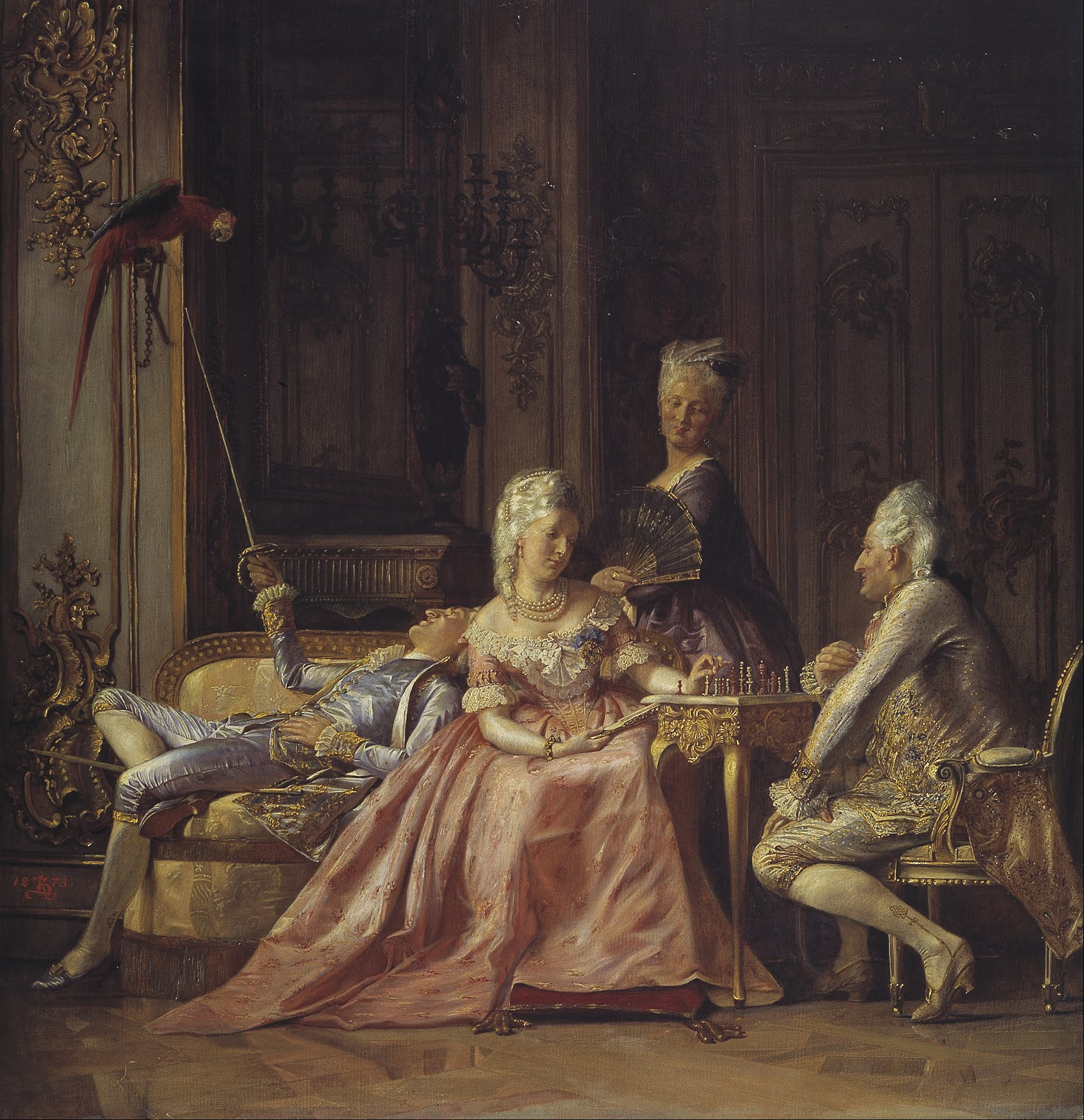
Scena della corte di Cristiano VII di Danimarca, 1873
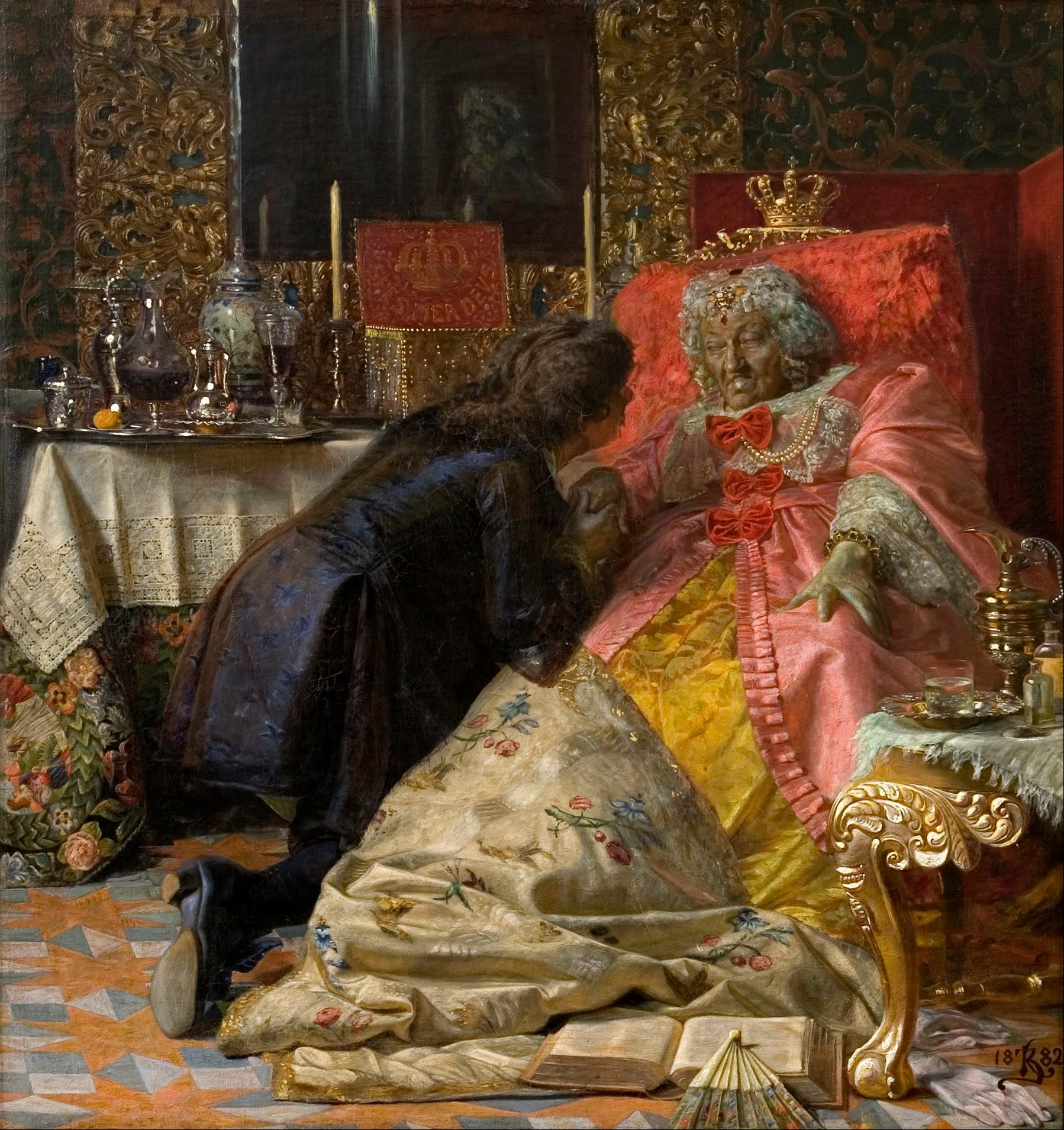
Morte della regina Sofia Amelia, 1882
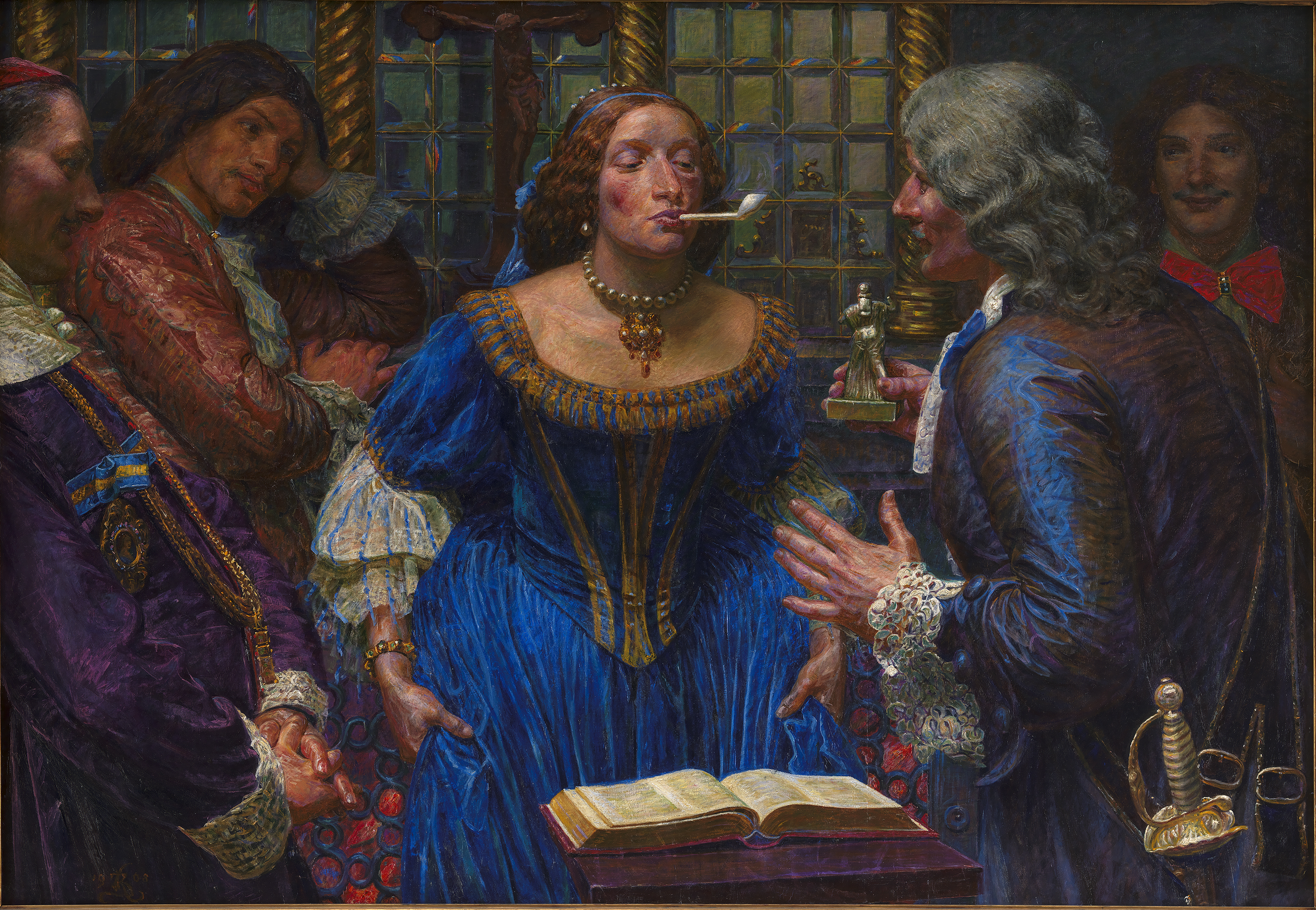
La regina Cristina di Svezia a Palazzo Corsini, 1908
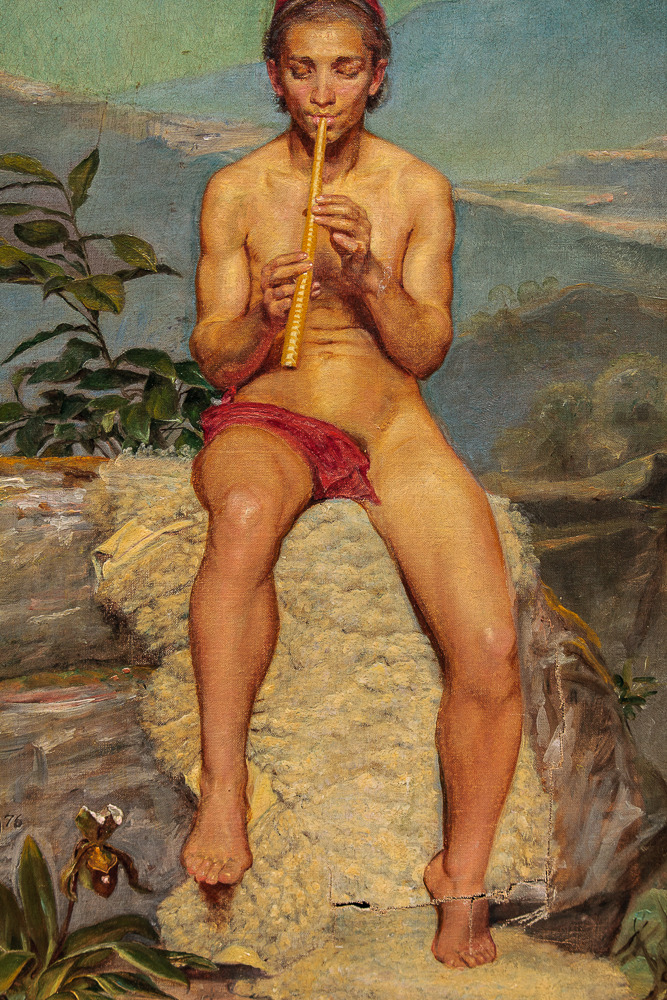
Giovane pastore con flauto, 1876
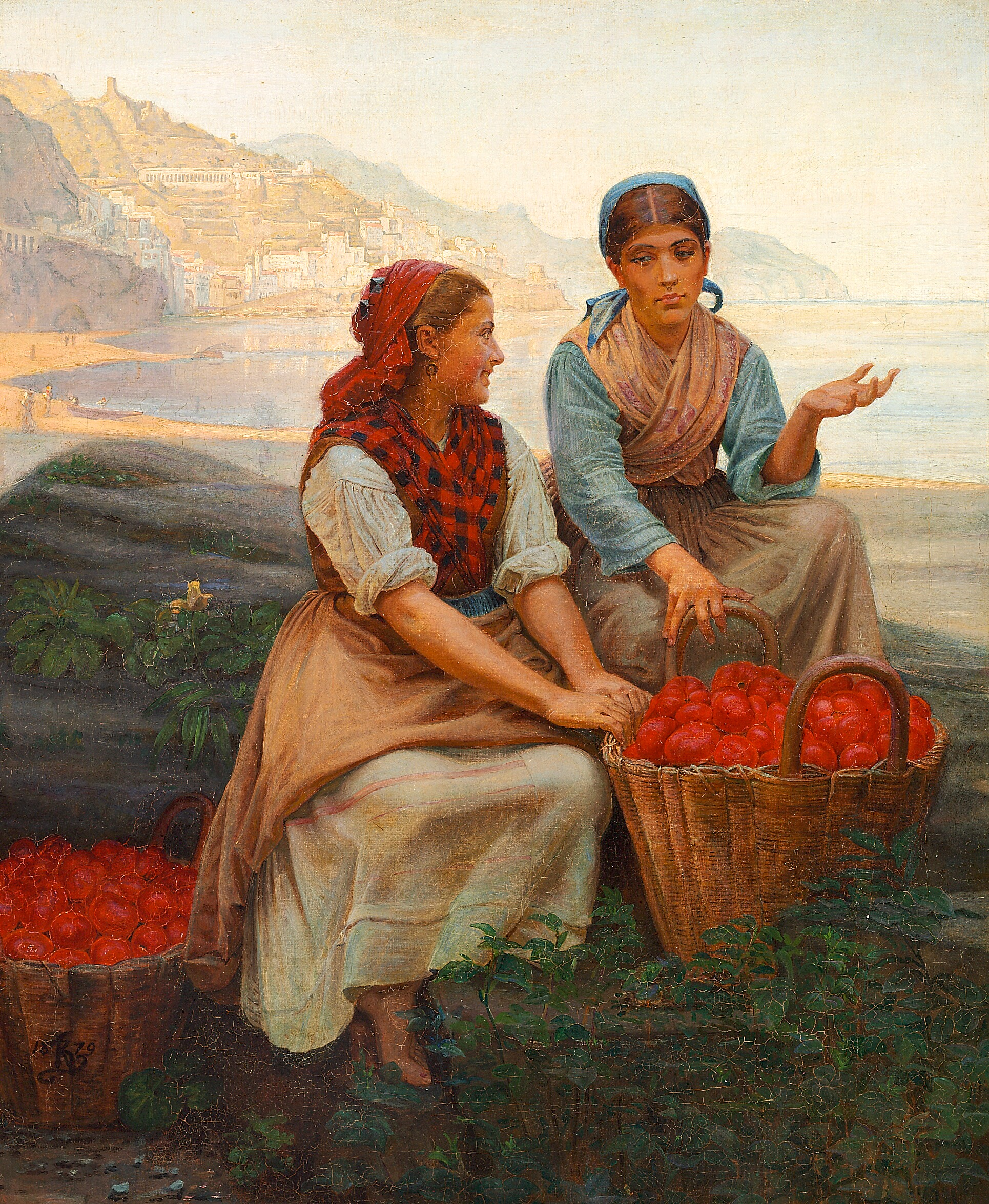
Venditrici di frutta ad Amalfi, 1879
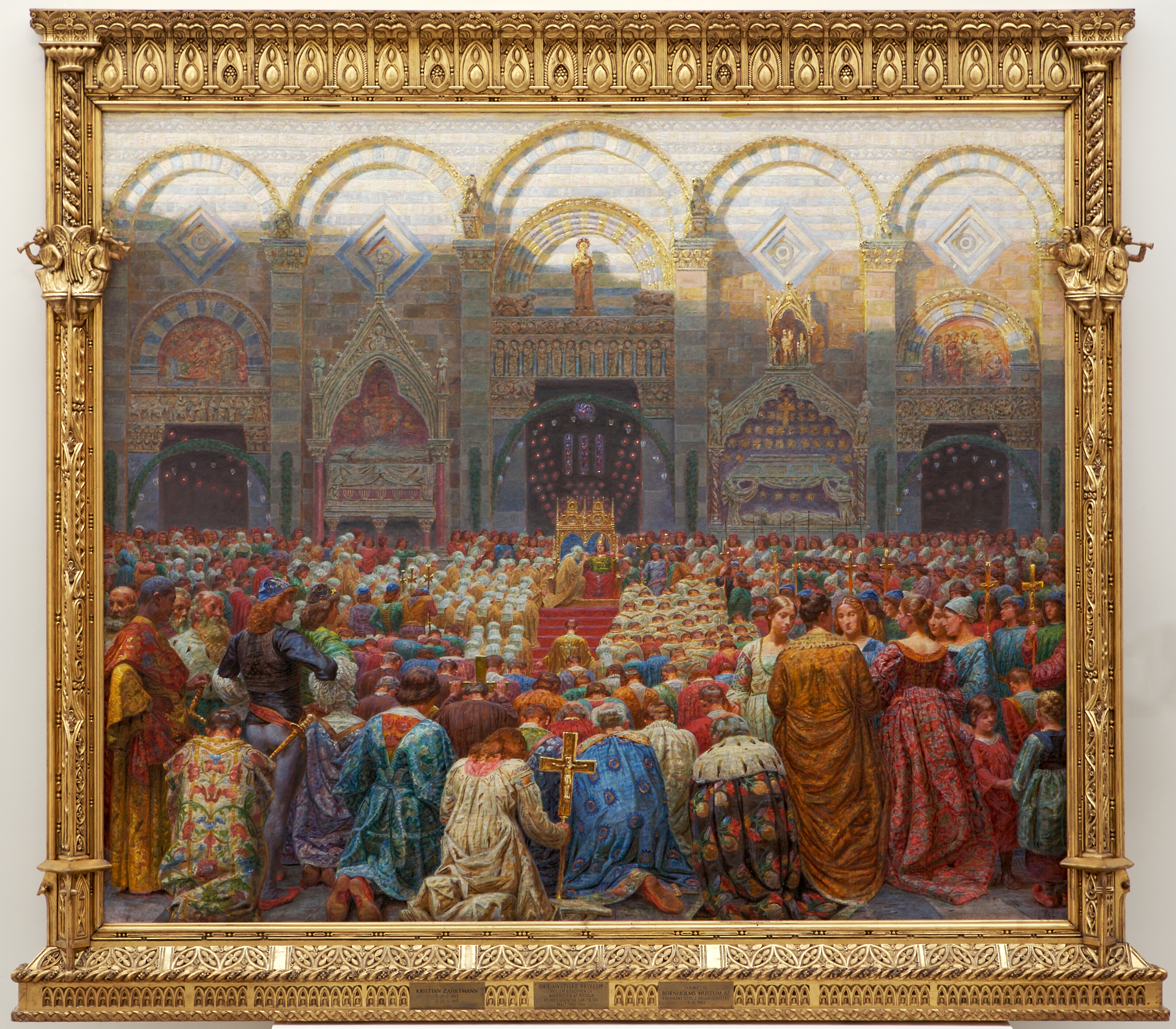
Matrimonio mistico di Pistoia, 1894
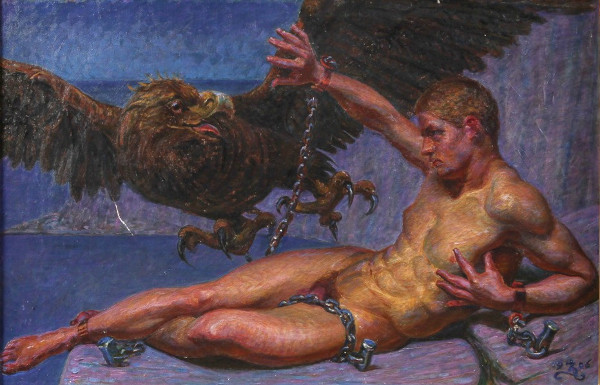
Prometeo e l' aquila, 1906
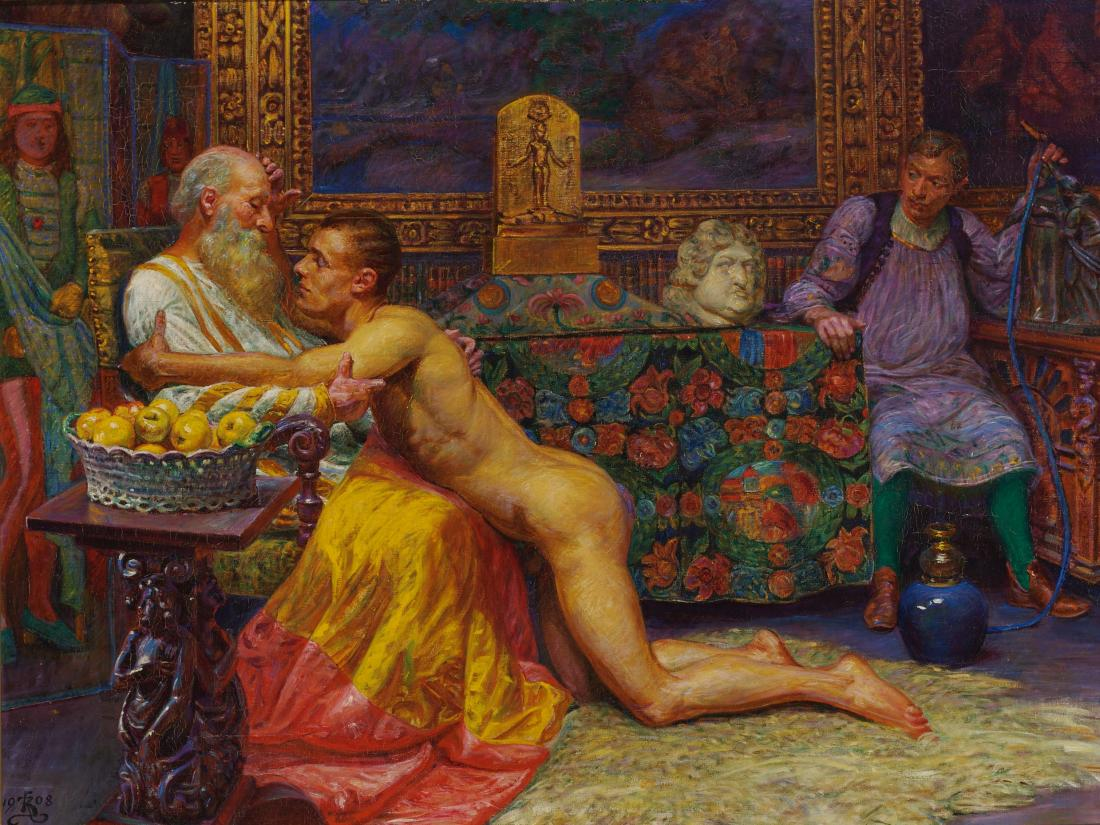
Ritorno a casa del figliol prodigo, 1909
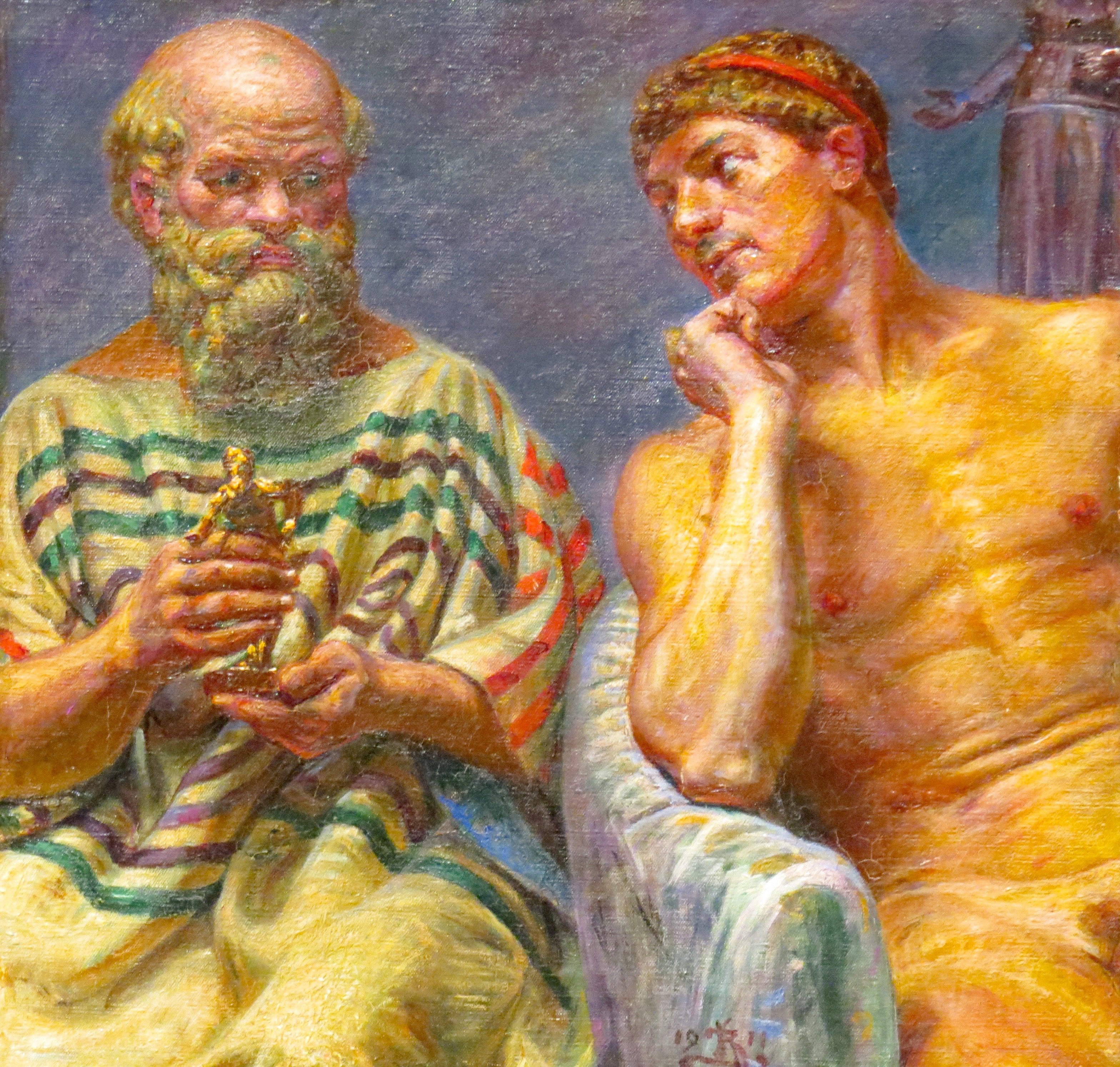
Socrate e Alcibiade, 1911
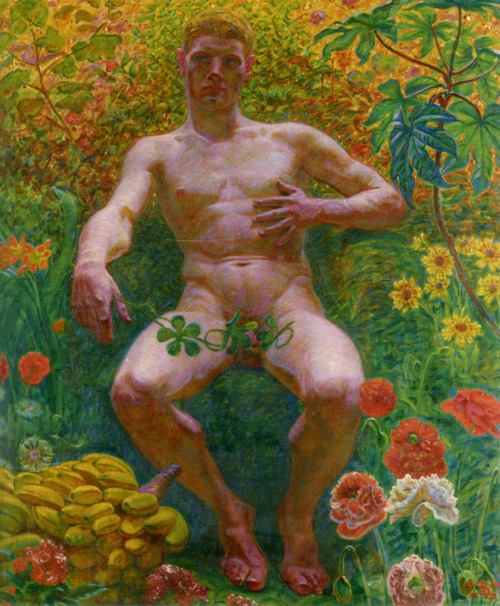
Adamo in Paradiso, 1914
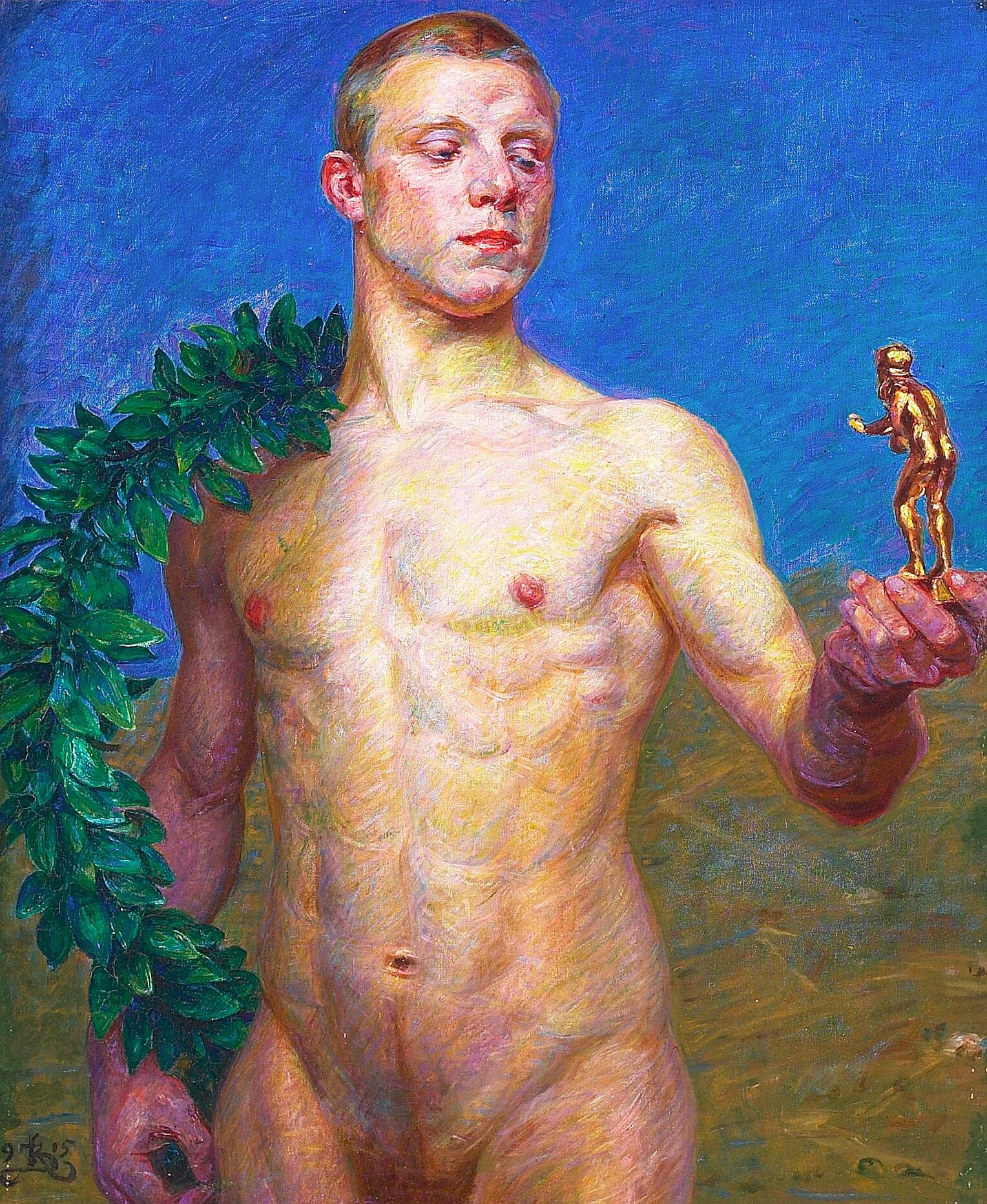
Un vincitore, 1915